# Xã Marion, Quận Lawrence, Arkansas
Xã Marion (tiếng Anh: Marion Township) là một xã thuộc quận Lawrence, tiểu bang Arkansas, Hoa Kỳ. Năm 2010, dân số của xã này là 328 người.